# Bathylaimus stenolaimus
Bathylaimus stenolaimus is een rondwormensoort uit de familie van de Tripyloididae. De wetenschappelijke naam van de soort is voor het eerst geldig gepubliceerd in 1933 door Schuurmans Stekhoven & De Coninck.